# عبد الله بن أحمد الفاكهي
جمال الدين عبد الله بن أحمد بن علي الفاكهي المكي (1493م - 1564م / 899 هـ- 972 هـ)، لغوي وفقيه شافعي حجازي من أهل القرن العاشر الهجري.
ولد في مكة في عائلة مهتمة بالأدب من أم حبشية. نشأ ودرس بها ثم سافر إلى القاهرة وتعلم الفقه واللغة. يعد من العلماء المشاركين في علوم كثيرة. وقد كانت براعته الأولى في النحو، وقد استنبط في النحو حدودًا وجاء في كتابه حدود النحو بمائة وسبعةٍ وأربعين حدًّا. توفي في مكة ودفن بها. له مصنفات عديدة في اللغة والنحو والفقه وله أيضًا شروح.

## سيرته
هو جمال الدين وعفيف الدين عبد الله بن أحمد بن علي بن محمد بن علي بن محمد بن عمر بن عبد الله بن أبي بكر الفاكهي المكي، ولد في مكة في سنة 899 هـ/ 1493 م في أيام الدولة المملوكية. كان والده من أهل مكة ولد فيها سنة 868 هـ ونال حظّا وقد تزوج مرارا: اتخذ حبشيّة وتزوج مدنيّة ومكيّة وأنجب أولادًا اشتهروا بالعلم والأدب، وكانت وفاته في التاسع عشر من المحرم سنة 936 هـ. وعبد الله هو ابنه من حبشيّة. درس عبد الله على والده وعلى آخرين ثم زار مصر.

توفي في مكة في سنة 972 هـ/ 1564 م في أيام الدولة العثمانية.

## مهنته
هو من العلماء المشاركين في علوم كثيرة. وقد كانت براعته الأولى في النحو، وقد استنبط في النحوف حدودًا وجاء في كتابه حدود النحو بمائة وسبعةٍ وأربعين حدًّا (تعريفًا لمدارك في علم النحو). وحدوهُ أو تعريفاته موجزةٌ واضحةٌ، وتقسيماته لوجوه النحو منطقيّة باتّة، مع العلم بأن الإيجاز الشديد يؤدّي في أكثر الأحيان إلى شيءٍ من الغموض. وكذلك كانت له معرفة بالفقه.

قال عبد الله بن أحمد الفاكهي في مقدمة كتاب مجيب الندا إلى شرح قطر النّدى وهو شرح على كتاب قطر النّدى لابن هشام:
| ” | أمّا بعد، فهذا شرحٌ لطيفٌ وضعتُه على مقدّمة الموضوعة في علم العربيّة المُسمّاةِ بقَطر النّدا وبلّ الصَّدى للعالمِ المحقِّق والإمام المُدقِّق إمام هذه الصَّنعة وقاضي شريعتها وحاكمها أبي عبد الله جمال الدين محمد بن يوسف بن هاشم الأنصاري رحمةُ الله تعالى عليه يَتَكفَّلُ بحَلِّ ألفاظها وتبيين معانيها مُمتَزِجًا بكَلِماتها مع الإتيان بدليل المسائل وتعليلها في الغالب، جانَبتُ فيه الإيجاز المُخِلّ والإطناب المُمِل حرصًا على التّقريب لِفَهم مقاصِدها والحُصول على جُملة فوائدها، وسَميَّيتُه مُجيب النّدا إلى شرح قطر النَّدى... أعلم أنّ من أرادَ الخَوضِ في علمٍ من العلوم على الوجه الأكملِ ينبغي أن يتصوَّر أوّلًا بحدّهِ وبرَسمِه ليكون على بصيرةٍ في طَلَبهِ. فإنّ مَن رَكِبَ مَتنَ عمياءَ خَبَط خَبْطَ عَشواءَ، وأن يعرف موضوعَه، وهو ما يحبث في ذلك العلم عن عوارضِه اللاحِقَة له، وأن يعرفَ غايته وهي الثَّمَرةُ التي لأجلِها يُطلبُ لِيَصون سعيه عن العبث. فحَدُّ هذا العلمِ الذّي نحن بِصَددِه علمٌ بأُصولٍ يُعرَف بها أحوالُ أواخرِ الكَلمِ إعرابًا وبِناءً. وموضوعُه الكَلِمات العربيّة لأنّه يبحَثُ فيها عن الحَرَكات الإعرابيّة والبِنائيّة. وغايتُه الاحترازُ عن الخطأ في اللِّسان والاستعانةُ على فهم مَعاني الكتاب والسُّنّة ومسائل الفقه ومُخاطبة العربِ بَضعهم لبعض... | “ |

## مؤلفاته
له مصنفّات :
1. حدود النحو، أو الحدود النحوية
2. شرح الحدود النحوية
3. مناهل السَّمر في منازل القمر، أرجوزة
4. الفواكه الجَنِيّة على مُتَتِّمَةِ الأُجروميّة للحطاب
5. كشف النّقاب عن مُخدرّات مُلحة الإعراب للحريري
6. مُجيب النِّدا إلى شرح قَطر النَّدى
7. شرح الجُمَل
8. شرح المُعلّقات
9. فتح المغلقات لأبيات السبع المعلقات وليس له وطبع منسوباً لأخيه عبد القادر الفاكهي في الجامعة الإسلامية في المدينة النورة

وأما كتاب حُسنُ التوسُّل في آدابِ زيارة أفضل الرُّسُل فليس له وطبع منسوباً لأخيه عبد القادر الفاكهي
وأما كتابا شرح رسالة ابن أبي زيد والمورد في عمل المولد  فهما لتاج الدين الفاكهاني